# Mia Love
Ludmya Bourdeau "Mia" Love (Nova Iorque, 6 de dezembro de 1975 – Saratoga Springs, 23 de março de 2025) foi uma política norte-americana, deputada-eleita pelo quarto distrito congressional do Utah. Love foi prefeita da cidade de Saratoga Springs (Utah) entre 2010 e 2014 e foi a primeira republicana descendente de haitianos a fazer parte do Congresso dos Estados Unidos, bem como a primeira congressista afro-americana por esse partido e da história do Utah.

## Carreira
Love foi a candidata do Partido Republicano a representante do quarto distrito congressional de Utah em 2012, mas perdeu para o representante democrata Jim Matheson. No mesmo ano, fez um dos discursos da Convenção Nacional Republicana de 2012.
Em 18 de maio de 2013, Love anunciou que seria novamente candidata ao Congresso nas eleições de 2014. Ela venceu a primária republicana em 26 de abril e foi eleita representante do quarto distrito em 4 de novembro, derrotando o candidato democrata Doug Owens.

## Morte
Em fevereiro de 2022, Love foi diagnosticada com glioblastoma, uma forma de câncer no cérebro, e os médicos previram que ela teria de dez a quinze meses de vida. Ela passou por uma cirurgia, que removeu 95% do tumor. Em agosto de 2023, ela foi inscrita em um ensaio clínico de imunoterapia e o tumor estava diminuindo. Em 1º de março de 2025, a filha de Love anunciou nas redes sociais que os tratamentos não eram mais eficazes contra o tumor, e a família estava mudando "do tratamento para aproveitar [seu] tempo restante com ela". Ela morreu em sua casa em 23 de março de 2025, aos 49 anos.